# Palma del Río
Palma del Río is een gemeente in de Spaanse provincie Córdoba in de regio Andalusië met een oppervlakte van 200 km². In 2007 telde Palma del Río 20.855 inwoners.
El Cordobés, een beroemde matador, kwam uit Palma del Río.

## Geboren
- David Carmona (11 januari 1997), voetballer

## Demografische ontwikkeling
Bron: INE; 1857-2011: volkstellingen